# Douglas Gamley
Douglas Gamley est un compositeur australien, né le 24 septembre 1924 à Melbourne (Australie), et décédé le 5 février 1998 à Londres.

## Filmographie
- 1956 : One Wish Too Many
- 1957 : L'Enfer des tropiques (Fire Down Below)
- 1957 : Pilotes de haut-vol (High Flight)
- 1957 : L'Admirable Crichton (en)
- 1958 : Death Over My Shoulder
- 1958 : Inspecteur de service (Gideon's Day)
- 1958 : Je pleure mon amour (Another time, another place)
- 1959 : Les Seins de glace (The Rough and the Smooth)
- 1959 : Fils de forçat (Beyond This Place)
- 1959 : La Plus Grande Aventure de Tarzan (Tarzan's Greatest Adventure)
- 1959 : The Ugly Duckling (en)
- 1960 : Light Up the Sky! (en)
- 1960 : La Cité des morts (The City of the Dead)
- 1960 : Foxhole in Cairo
- 1961 : Watch it, Sailor! (en)
- 1961 : The Canadians (en)
- 1962 : Carry On Cruising (en)
- 1963 : The Horror of It All
- 1965 : The Return of Mr. Moto (en)
- 1966 : The Christmas Tree (en)
- 1969 : Night After Night After Night
- 1970 : Spring and Port Wine
- 1971 : Pataquesse (And Now for Something Completely Different)
- 1972 : Histoires d'outre-tombe (Tales from the Crypt)
- 1972 : Asylum
- 1973 : Le Caveau de la terreur (The Vault of Horror)
- 1973 : And Now the Screaming Starts!
- 1974 : Madhouse de Jim Clark
- 1974 : Le Mystère de la bête humaine (The Beast Must Die)
- 1975 : Le Sixième continent (The Land That Time Forgot)
- 1980 : Le Club des monstres (The Monster Club)
- 1982 : Enigma